# IPパートナーズ
株式会社IPパートナーズは、東京都中野区に本社を置く映像／音声コンテンツの制作と販売、コミュニケーションソフトウェアの開発／運用、各種セミナーの開催、ITコンサルティングなどの業務を行っている会社である。

## 沿革
- 2008年（平成20年）10月 - 設立
- 2023年 - 同社の文字起こし事業である「コエラボ」および「安起こし」をオルツに譲渡[2]

## 会社概要
- 名称 - 株式会社IPパートナーズ
- 設立 - 2008年（平成20年）10月
- 所在地 - 東京都渋谷区代々木2-23-1ニューステイトメナー2284
- 資本金 - 4,000万円